# 강주호
강주호(1989년 3월 26일 ~ )는 대한민국의 축구 선수이며 포지션은 미드필더이다.